# Robert Jaulin
Robert Jaulin, né le 7 mars 1928 au Cannet (Alpes-Maritimes) et mort le 21 novembre 1996 à Galluis (Yvelines) est un ethnologue français.
Après plusieurs séjours d'étude au Tchad entre 1954 et 1959 parmi les populations Saras, il publie La Mort Sara en 1967, essai dans lequel il décrit les rites d'initiation par lesquels il était lui-même passé. Sa conception d'un travail ethnologique dans lequel le chercheur s’implique personnellement l’a placé à part dans le monde scientifique.

## Biographie
Robert Jaulin effectue de nombreux séjours chez les Baris, des Indigènes vivant à la frontière du Venezuela et de la Colombie. Cela détermine son engagement contre la politique et la pratique de ce qu’il appelle l'« ethnocide » : la négation et l'extermination, par le système occidental, de toute autre culture, notamment dite « primitive ». Il le dénonce à travers La Paix blanche (1970) et La Décivilisation (1974).

Pour Jaulin, « toute civilisation est alliance avec l'univers », mais la civilisation blanche, animée par un féroce esprit de conquête, s'est révélée une entreprise prédatrice et de destruction en cherchant à « dominer la nature » et « les communautés vraies » ; d'où son concept de « décivilisation » : 

« La civilisation occidentale, en choisissant de détruire toutes les cultures minoritaires qui pouvaient la menacer, a par là même choisi d'abattre toutes les valeurs face auxquelles elle aurait pu se poser ou s'imposer. »

Cette civilisation en est « réduite à regarder dans un miroir les vestiges de son passé » et Jaulin a plaidé pour une « indianité blanche, application hypothétique d'une logique humaine du compatible » avec l'univers, avec les autres cultures.
L'ethnologie pariseptiste que défend Jaulin se veut résolument morale et se refuse aux grandes théories à tendance universaliste. Elle est pour l'ethnographie traditionnelle, « celle impliquant une grande intimité avec la communauté étudiée ».
Elle recommande donc non seulement l'enquête de terrain mais, comme Bronisław Malinowski, une longue immersion parmi ceux qu'on veut décrire, et dans les conditions les plus voisines de celles de ses habitants : vêtements, modes de vie, usage de la langue locale. Une telle immersion n'empêche pas d'analyser les faits notés avec la plus grande rigueur et de leur donner une interprétation qui reste locale et datée (« ici et maintenant »). Il n'est pas question d'en faire un « modèle » et d'en tirer des lois.
Robert Jaulin refuse de « faire l'économie d'être vivant » : l'observateur et l'observé existent, sont les composants actifs du jeu social, ils doivent être pris en considération, le respect des populations étudiées est primordial. Il dénonce dans La Paix blanche les « politiques vertueuses d'acculturation progressive » qui sont en fait des ethnocides.
Il crée, en 1970, avec l’appui de Michel Alliot, premier président de la nouvelle université pluridisciplinaire de Paris-VII, l’unité d'enseignement et de recherche (UER) d’ethnologie, d’anthropologie et de sciences des religions. Le philosophe Jean-Toussaint Desanti y participe, ainsi que Pierre Bernard, Bernard Delfendahl, Serge Moscovici, Jean Rouch, Michel de Certeau, le Béninois Stanislas Adotevi, etc. L'UER sera, pendant des années, un lieu où vont se croiser de multiples acteurs de l’ethnologie et de l’anthropologie (chercheurs de différentes disciplines, dirigeants indiens, médecins des ONG, agents de développement, artisans, voire détenus).
Jaulin pour aller au bout de sa démarche a pris également sa propre existence comme voie d'étude des relations adultes-enfants (Mon Thibaud, 1980) ou des relations amoureuses (Le Cœur des choses, 1984). Pour lui, le « jeu de vivre » des enfants ou l'amour s'inscrivent dans une alliance avec l'autre, que ses recherches ethnologiques l'ont conduit à opposer au système occidental. Ainsi, le jeu, qui est une vraie création du monde par l'enfant, s'oppose au jouet, qui n'est que « la récupération publicitaire de ce qui, précisément, était laissé à l'imagination et à la liberté de l'enfant. »
À l’encontre d’un universalisme de la conformité et de la réduction d’autrui à soi, il a défendu dans ses œuvres et sa vie un universalisme de la rencontre et de la compatibilité : dans son dernier livre, L’Univers des totalitarismes (1995), il décrit cette vie qui s’invente au quotidien et qui ne peut se penser que dans l'univers pluriel des civilisations, ainsi que les propriétés de cet autre univers, celui de « l'ordre obligé » qui n’est qu’un désordre d’être et contre lequel il a combattu toute sa vie.
En 1960, il signe le Manifeste des 121 titré « Déclaration sur le droit à l’insoumission dans la guerre d’Algérie ».

## Publications
- La Mort Sara, Paris, 1967 ; coll. « 10/18 », 1971
- La Paix blanche. Introduction à l'ethnocide, Paris, Éditions du Seuil coll. « Combats », 1970
- Gens du soi, gens de l'autre, Esquisse d'une théorie descriptive, Paris, 10/18, 1974
- Les Chemins du vide, Paris, Éditions Christian Bourgois, 1977
- Jeux et jouets, Paris, Éditions Aubier, 1979
- Notes d'ailleurs, Paris, Éditions Christian Bourgois, 1980
- Mon Thibaud : le jeu de vivre, Paris, Éditions Aubier Montaigne, 1980
- Le Cœur des choses. Ethnologie d'une relation amoureuse, Paris, Éditions Christian Bourgois, 1986
- La Géomancie, Paris, Éditions de la Maison des Sciences de l'homme, 1988
- Géomancie et Islam, Paris, Éditions Christian Bourgois, 1991
- L'Univers des totalitarismes. Essai d'ethnologie du "non être", Paris, Éditions Loris Talmart, 1995

### En collaboration
- De l'ethnocide, 10/18
- Anthropologie et calcul, Paris, 10/18, 1970
- L'Ethnocide à travers les Amériques, Paris, Éditions Fayard, 1972
- Pourquoi la mathématique ?, Paris, 10/18, 1974
- La Décivilisation, Bruxelles, Éditions Complexe, 1974

### Posthume
- Exercices d'ethnologie, préparé, revu et présenté par Roger Renaud, Paris, PUF, 1999

### Sources
- Recueil de textes de Mel Vadeker
- Politique culturelle ou/et scientifique de l’UF d’ethnologie
- Article « Robert Jaulin », Encyclopædia Universalis